# Polityka strukturalna
Polityka strukturalna – jeden z kierunków polityki gospodarczej, obejmujący wszystkie przedsięwzięcia, które instancje państwowe podejmują w celu oddziaływania na strukturę gospodarki. Umiejętnie realizowana polityka strukturalna, służąca promowaniu długookresowych zmian w rozmieszczeniu, wykorzystaniu i efektywności czynników produkcji odgrywa ważną rolę szczególnie w przypadku tych gospodarek, które chcą sprostać wymogom konkurencyjności.

## Cele polityki strukturalnej
- Poprawa efektywności ekonomicznej gospodarki przez szybsze przemieszczanie zasobów gospodarki z dziedzin o niskiej efektywności ekonomicznej do dziedzin wysoko rentownych;
- Zwiększanie konkurencyjności krajowych wyrobów na rynkach światowych przez kształtowanie nowoczesnej struktury gospodarczej oraz jej proeksportową orientację;
- Wykorzystanie procesu zmian strukturalnych do ograniczania wpływu barier rozwojowych (barier surowcowych, energetycznych, ekologicznych, demograficznych itd.);
- Unowocześnianie gospodarki poprzez wspieranie dziedzin charakteryzujących się wyższym postępem technicznym, technologicznym i organizacyjnym;
- Przyspieszenie wzrostu gospodarczego i przeciwdziałanie bezrobociu.

## Strategie dostosowań strukturalnych
- Polityka zapobiegawcza – bazuje na mechanizmie rynkowym i popieraniu prywatnej inicjatywy, polega na ograniczaniu funkcji rządu do tworzenia odpowiednich warunków funkcjonowania mechanizmów rynkowych;
- Polityka interwencyjna – redukuje rolę mechanizmów rynkowych, w jej ramach rząd ingeruje bezpośrednio w procesy gospodarcze w celu osiągnięcia zamierzonych przekształceń strukturalnych;
- Polityka defensywna – zajmuje się ochroną i wspomaganiem gałęzi przeżywających trudności strukturalne;
- Polityka ofensywna lub antycypacyjna – polega na ułatwianiu przedsiębiorcom dostosowania się do nowych warunków gospodarowania w przyszłości, ma na celu ułatwienie przesunięć zasobów kapitału i pracy do gałęzi "wzrostowych" (zazwyczaj są to gałęzie zupełnie nowe, tzw. gałęzie wysokiej techniki).

## Kontrowersje
Rosnące znaczenie poglądów liberalnych, zmierzających do ograniczenia roli państwa w gospodarce, zmienia sposób widzenia na politykę strukturalną. Przede wszystkim zwraca się uwagę na fakt, iż polityka ta, szczególnie w wersji defensywnej, wcale nie zwiększa efektywności gospodarki, lecz wręcz przeciwnie, poprzez ochronę podupadłych branż, ogranicza sprawność funkcjonowania mechanizmów rynkowych. W efekcie zamiast poprawiać mobilność czynników produkcji i elastyczność struktury, może prowadzić do opóźniania zmian strukturalnych. Zwolennicy doktryn liberalnych podkreślają, iż struktura rynkowa tworzy się w wyniku niezakłóconych procesów rynkowych, a więc o alokacji czynników produkcji powinien decydować sam rynek, nie zaś państwo, które winno się ograniczyć do dbania o właściwe funkcjonowanie mechanizmów konkurencji przesądzających o sprawności gospodarki rynkowej.

## Polityka strukturalna dziś
W warunkach rozwiniętej gospodarki rynkowej rodzą się nowe relacje między mechanizmem rynkowym, a polityką strukturalną. Decyzje handlowe, produkcyjne i inwestycyjne ponoszą podmioty gospodarcze, natomiast zadaniem władz publicznych jest zapewnienie odpowiedniego klimatu konkurencyjnego, motywującego podmioty gospodarcze do podejmowania inicjatywy i ponoszenia ryzyka gospodarczego oraz podejmowania działań towarzyszących, wspomagających i przyspieszających procesy bieżące i strukturalne. Nie oznacza to jednak, iż znaczenie polityki strukturalnej maleje, zmieniają się jedynie jej charakter i metody. W krajach wysoko rozwiniętych jej istotność wręcz rośnie i wynika z wykształcenia się nowych cech międzynarodowego podziału pracy. Nowy wymiar polityki strukturalnej jest też konsekwencją silnego umiędzynarodowienia produkcji, zwiększania zależności pomiędzy poszczególnymi segmentami gospodarki światowej, czy także zjednywania się krajów w różnego rodzajach organizacjach czy ugrupowaniach gospodarczych.